# Pháp Luân Công
Pháp Luân Công hay Pháp Luân Đại Pháp là một phong trào tôn giáo mới. Pháp Luân Công được Lý Hồng Chí sáng lập ở Trung Quốc vào đầu những năm 1990. Pháp Luân Công có trụ sở toàn cầu tại Dragon Springs, một khu đất rộng 400 mẫu Anh (160 ha) xung quanh Cuddebackville ở Deerpark, New York, nằm gần nơi ở hiện tại của Lý Hồng Chí. Phần mở rộng nghệ thuật biểu diễn của Pháp Luân Công, Thần Vận và hai trường đào tạo liên kết chặt chẽ, Trường Cao đẳng Fei Tian và Học viện Nghệ thuật Fei Tian, hoạt động trong và xung quanh Dragon Springs.
Pháp Luân Công ra đời trong giai đoạn cuối của thời kỳ "bùng nổ khí công" ở Trung Quốc, với sự xuất hiện hàng loạt những môn phái tu tập tương tự nhau với các đặc điểm là thiền định, các bài tập cử động chậm rãi và điều hòa hơi thở. Pháp Luân Công kết hợp thiền định và các bài tập khí công với một triết lý đạo đức. Thực hành của Pháp Luân Công nhấn mạnh vào tâm tính, và tự nhận là một trường phái của Phật giáo, tuy vậy có kết hợp các yếu tố của Đạo giáo. Những người tập luyện Pháp Luân Công mong muốn loại bỏ các cố chấp của tâm trí thông qua cách hành xử đạo đức và thiền định, và cuối cùng đạt đến sự giác ngộ tâm linh.
Mặc dù Pháp Luân Công ban đầu nhận được sự hỗ trợ đáng kể từ các giới chức Trung Quốc, nhưng từ giữa đến cuối thập niên 1990, nhà nước Trung Quốc ngày càng xem Pháp Luân Công như một mối đe dọa tiềm tàng bởi số lượng người tham gia, sự độc lập đối với nhà nước, và nội dung những bài giảng trong kinh của môn khí công này. Các nguồn tin khác nhau ước tính số người tập Pháp Luân Công ở Trung Quốc khi đạt đỉnh điểm là từ 3 đến 20 triệu người Chính phủ Trung Quốc cho rằng một số học viên Pháp luân công đã tham gia vào các hoạt động tuyên truyền mê tín dị đoan, chống chính phủ và cả việc ủng hộ cho những phần tử ly khai Tây Tạng
Trong thời gian đó, các thông tin truyền thông mang tính tiêu cực về Pháp Luân Công bắt đầu xuất hiện, và các học viên thường phản ứng bằng cách biểu tình và bao vây các cơ quan báo chí liên quan. Hầu hết trong các lần biểu tình, các học viên đã thành công trong việc buộc tờ báo gỡ bài, nhưng tranh cãi và căng thẳng tiếp tục leo thang. Căng thẳng lên đến đỉnh điểm vào tháng 4 năm 1999, khi hơn 10.000 người tập luyện Pháp Luân Công đã biểu tình gần khu nhà trung ương chính phủ ở Bắc Kinh để yêu cầu công nhận tính hợp pháp và không bị nhà nước can thiệp. Cuộc biểu tình này được nhiều người xem là chất xúc tác góp phần tạo ra cuộc trấn áp sau này.
Vào ngày 20 tháng 7 năm 1999, giới lãnh đạo Trung Quốc khởi xướng một chiến dịch trấn áp trên toàn quốc và tuyên truyền trên nhiều mặt với mục đích loại bỏ Pháp Luân Công. Việc truy cập Internet vào các trang web có đề cập đến Pháp Luân Công bị ngăn chặn, và vào tháng 10 năm 1999 Pháp Luân Công bị Chính phủ Trung Quốc tuyên bố là một "tổ chức tà giáo" đe dọa sự ổn định xã hội. Tổ chức Freedom House (Hoa Kỳ) cáo buộc những người tập luyện Pháp Luân Công ở Trung Quốc "là đối tượng của hàng loạt hoạt động ngược đãi nhân quyền", ước tính đã có hàng trăm ngàn người bị bỏ tù mà không qua xét xử và nhiều người tập Pháp Luân Công bị giam giữ đã phải lao động cưỡng bức, hành hạ tâm thần, tra tấn, và nhiều phương pháp cưỡng chế khác nhằm chuyển hóa tư tưởng, dưới sự kiểm soát của chính quyền Trung Quốc. Tính đến năm 2009, các tổ chức nhân quyền phương Tây tuyên bố đã có ít nhất 2.000 người tập Pháp Luân Công đã chết do bị hành hạ khi bị giam giữ. Một số nhà quan sát phương Tây còn cho rằng hàng chục ngàn người có thể đã bị giết hại để cung ứng nội tạng cho ngành công nghiệp ghép tạng của Trung Quốc. Trong nhiều năm kể từ khi bị trấn áp, các tổ chức Pháp Luân Công tại Trung Quốc đã thực hiện những hoạt động mà họ tuyên bố là để "vận động cho nhân quyền ở Trung Quốc".
Người sáng lập Pháp Luân Công Lý Hồng Chí đã di cư sang Hoa Kỳ từ năm 1996, và số lượng người tập Pháp Luân Công trên toàn cầu là khá lớn. Tại Trung Quốc đại lục năm 2009, tổ chức Freedom House (Hoa Kỳ) ước tính có hàng chục triệu người vẫn đang tiếp tục tập luyện Pháp Luân Công bất chấp việc bị chính phủ ngăn cấm. Ước tính có hàng trăm ngàn người đang tập luyện Pháp Luân Công bên ngoài Trung Quốc tại hơn 70 quốc gia trên toàn thế giới.
Pháp Luân Công quản lý nhiều tổ chức mở rộng ở Hoa Kỳ và nước ngoài, họ đã nhận được sự chú ý đáng kể của giới truyền thông phương Tây vì sự can dự vào chính trị Hoa Kỳ và thông điệp ý thức hệ, đặc biệt kể từ khi các tổ chức mở rộng này tham gia vào cuộc bầu cử tổng thống Hoa Kỳ năm 2016. Các tổ chức mở rộng của Pháp Luân Công bao gồm Đại Kỷ Nguyên, một tổ chức truyền thông đã nhận được sự chú ý đáng kể của giới truyền thông vì chuyên quảng bá các thuyết âm mưu và chính trị cánh hữu, tuyên truyền chống tiêm chủng, tuyên truyền chống chủ nghĩa cộng sản, ủng hộ phong trào ly khai Tây Tạng và tập trung quảng bá cho tổng thống Hoa Kỳ Donald Trump. Đoàn ca múa nhạc Thần Vận cũng đã nhận được sự đưa tin đáng kể của giới truyền thông vì mục đích tuyên truyền của nó, chẳng hạn như các tuyên bố chống thuyết tiến hóa và quảng bá học thuyết Pháp Luân Công, đồng thời tự cho mình là được thành lập dựa trên truyền thống cổ xưa.

## Nguồn gốc

Người sáng lập và lãnh đạo Pháp Luân Công Lý Hồng Chí

### Bộ bài tập

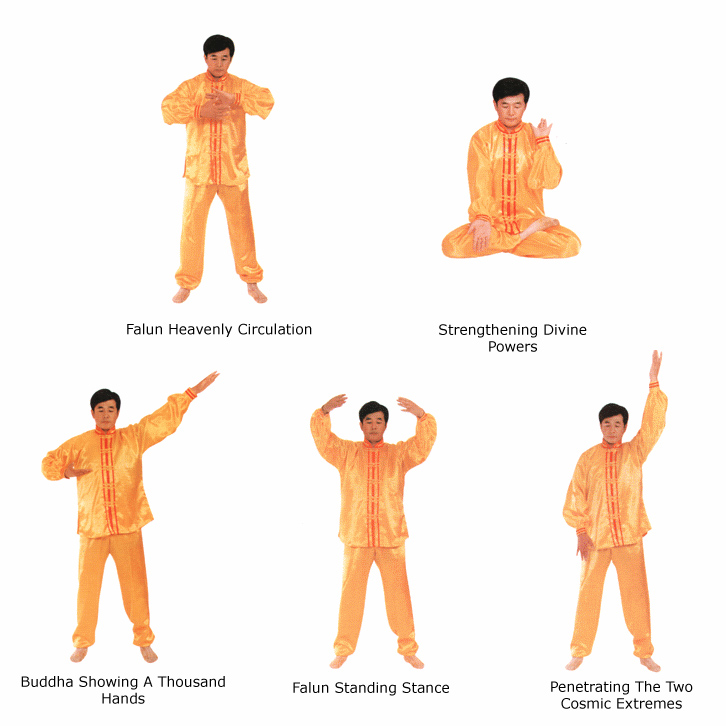
Năm bài tập của Pháp Luân Công

### Các hoạt động xã hội

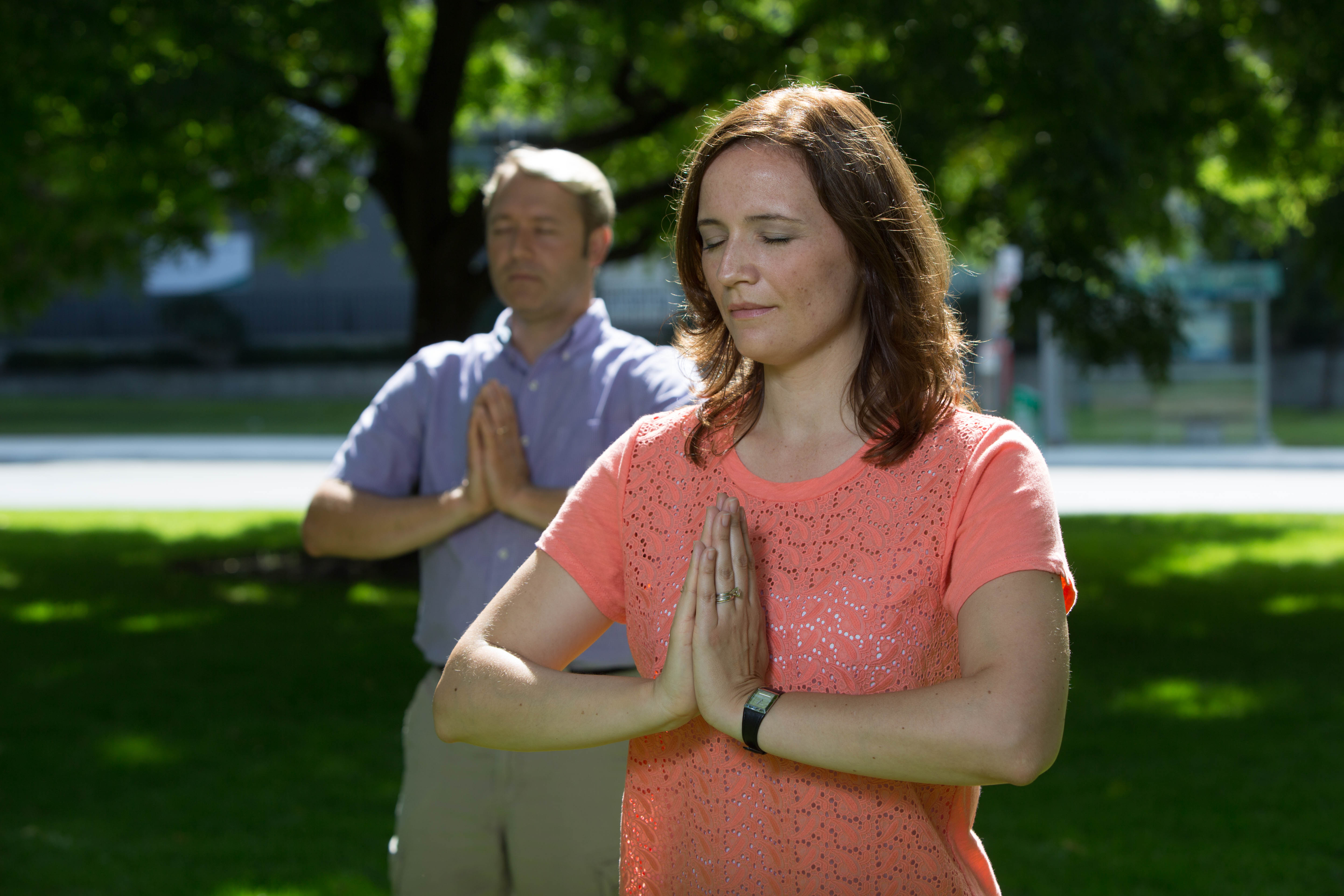
Học viên Pháp Luân Công tập bài tập số 3 tại Toronto.